# Kremenets
Kremenets (ukrainsk: Крем'янець, Кременець, translit. Kremianets', Kremenets'; polsk: Krzemieniec; jiddisch:  קרעמעעניץ) er en by i Ternopil oblast (provins) i det vestlige Ukraine. Den er administrativt centrum i Kremenets rajon (distrikt), og ligger 18 km nordøst for det store Pochayiv-kloster. Byen er beliggende i den historiske region Volhynien. Den er vært for administrationen af Kremenets urban hromada (kommune), en af Ukraines hromadaer (kommune).
Byen har en befolkning på omkring 20.674 (2021) mennesker.

## Gallery
- Tidligere Franciskanerkloster og slot på Bona i Kremenets
- Helligtrekongerklosteret i Kremenets
- Kremenets Slot
- Ignatius Loyola-kirken